# Eleccions legislatives italianes de 2006
Les eleccions legislatives italianes de 2006 se celebraren el 9 i 10 d'abril. El nou sistema electoral va permetre que la disputa se centrés en les dues grans coalicions, Casa de les Llibertats, de Silvio Berlusconi i L'Unione, de centreesquerra, de Romano Prodi.

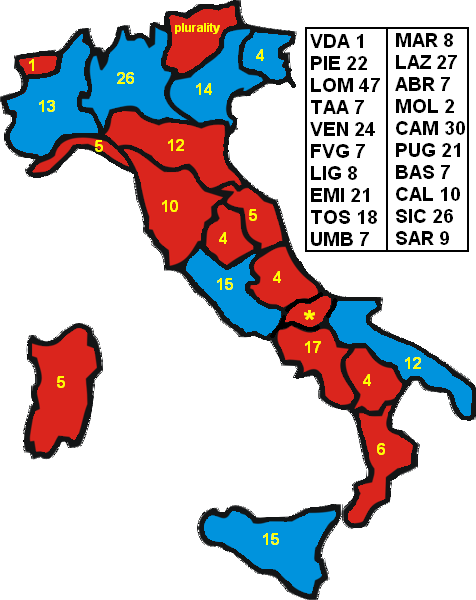
Resultat per regions

## Resultats electorals

### Cambra dels Diputats
| Coalicions             | Vots       | %      | Escons | Partits dins la coalició                                                              | Vots       | %      | Escons |
| ---------------------- | ---------- | ------ | ------ | ------------------------------------------------------------------------------------- | ---------- | ------ | ------ |
| L'Unione               | 19.002.598 | 49,806 | 340    | L'Ulivo - Demòcrates d'Esquerres - La Margherita - Moviment dels Republicans Europeus | 11.930.983 | 31,271 | 220    |
| L'Unione               | 19.002.598 | 49,806 | 340    | Rifondazione Comunista                                                                | 2.229.464  | 5,843  | 41     |
| L'Unione               | 19.002.598 | 49,806 | 340    | Rosa nel Pugno - Socialistes Democràtics Italians - Radicals Italians                 | 990.694    | 2,596  | 18     |
| L'Unione               | 19.002.598 | 49,806 | 340    | Partit dels Comunistes Italians                                                       | 884.127    | 2,317  | 16     |
| L'Unione               | 19.002.598 | 49,806 | 340    | Itàlia dels Valors                                                                    | 877.052    | 2,298  | 16     |
| L'Unione               | 19.002.598 | 49,806 | 340    | Federació dels Verds                                                                  | 784.803    | 2,056  | 15     |
| L'Unione               | 19.002.598 | 49,806 | 340    | Populars-UDEUR                                                                        | 534.088    | 1,399  | 10     |
| L'Unione               | 19.002.598 | 49,806 | 340    | Partit dels Pensionistes                                                              | 333.278    | 0,873  | 0      |
| L'Unione               | 19.002.598 | 49,806 | 340    | Südtiroler Volkspartei                                                                | 182.704    | 0,478  | 4      |
| L'Unione               | 19.002.598 | 49,806 | 340    | I Socialisti                                                                          | 115.066    | 0,301  | 0      |
| L'Unione               | 19.002.598 | 49,806 | 340    | Llista Consumdors                                                                     | 73.751     | 0,193  | 0      |
| L'Unione               | 19.002.598 | 49,806 | 340    | Lliga per l'Autonomia - Aliança Llombarda                                             | 44.589     | 0,116  | 0      |
| L'Unione               | 19.002.598 | 49,806 | 340    | Lliga Front Vèneto                                                                    | 21.999     | 0,057  | 0      |
| Casa de les Llibertats | 18.977.843 | 49,741 | 277    | Forza Italia                                                                          | 9.048.976  | 23,717 | 137    |
| Casa de les Llibertats | 18.977.843 | 49,741 | 277    | Alleanza Nazionale                                                                    | 4.707.126  | 12,337 | 71     |
| Casa de les Llibertats | 18.977.843 | 49,741 | 277    | UDC                                                                                   | 2.580.190  | 6,762  | 39     |
| Casa de les Llibertats | 18.977.843 | 49,741 | 277    | Lliga Nord-MPA - Lliga Nord - Moviment per l'Autonomia                                | 1.747.730  | 4,580  | 26     |
| Casa de les Llibertats | 18.977.843 | 49,741 | 277    | DC-Nou PSI - Democràcia Cristiana per les Autonomies - Nou PSI                        | 285.474    | 0,748  | 4      |
| Casa de les Llibertats | 18.977.843 | 49,741 | 277    | Alternativa Social - Acció Social - Front Social Nazional - Forza Nuova               | 255.354    | 0,669  | 0      |
| Casa de les Llibertats | 18.977.843 | 49,741 | 277    | Fiamma Tricolore                                                                      | 230.506    | 0,604  | 0      |
| Casa de les Llibertats | 18.977.843 | 49,741 | 277    | No Euro                                                                               | 58.746     | 0,153  | 0      |
| Casa de les Llibertats | 18.977.843 | 49,741 | 277    | Pensionistes Units                                                                    | 27.550     | 0,072  | 0      |
| Casa de les Llibertats | 18.977.843 | 49,741 | 277    | Ambient-Llista-Ecologistes Democràtics                                                | 17.145     | 0,044  | 0      |
| Casa de les Llibertats | 18.977.843 | 49,741 | 277    | Partit Liberal Italià                                                                 | 12.265     | 0,032  | 0      |
| Casa de les Llibertats | 18.977.843 | 49,741 | 277    | S.O.S. Italia                                                                         | 6.781      | 0,017  | 0      |
| Altres Partits         | 172.902    | 0,453  | 0      | Progetto NordEst                                                                      | 92.002     | 0,241  | 0      |
| Altres Partits         | 172.902    | 0,453  | 0      | Die Freiheitlichen                                                                    | 17.183     | 0,045  | 0      |
| Altres Partits         | 172.902    | 0,453  | 0      | Terzo Polo                                                                            | 16.174     | 0,042  | 0      |
| Altres Partits         | 172.902    | 0,453  | 0      | IRS                                                                                   | 11.648     | 0,030  | 0      |
| Altres Partits         | 172.902    | 0,453  | 0      | Sardigna Natzione                                                                     | 11.000     | 0,028  | 0      |
| Altres Partits         | 172.902    | 0,453  | 0      | Solidarietà                                                                           | 5.814      | 0,015  | 0      |
| Altres Partits         | 172.902    | 0,453  | 0      | Per il SUD                                                                            | 5.130      | 0,013  | 0      |
| Altres Partits         | 172.902    | 0,453  | 0      | Moviment Democràtic Sicilià-Noi Siciliani                                             | 5.003      | 0,013  | 0      |
| Altres Partits         | 172.902    | 0,453  | 0      | Moviment Triveneto                                                                    | 4.518      | 0,011  | 0      |
| Altres Partits         | 172.902    | 0,453  | 0      | Dimensione Christiana                                                                 | 2.489      | 0,006  | 0      |
| Altres Partits         | 172.902    | 0,453  | 0      | Destra Nazionale                                                                      | 1.093      | 0,002  | 0      |
| Altres Partits         | 172.902    | 0,453  | 0      | Lliga Sud                                                                             | 848        | 0,002  | 0      |
| Total                  |            |        | 617    |                                                                                       | 38.153.343 | 100    | 617    |

Col·legi uninominal Vall d'Aosta
| Partit                                         | Vots   | %      | escons |
| ---------------------------------------------- | ------ | ------ | ------ |
| Autonomie Liberté Democratie                   | 34.167 | 43,437 | 1      |
| Vallée d'Aoste - Autonomie Progrès Fédéralisme | 24.118 | 30,662 | 0      |
| FI-AN                                          | 13.372 | 17     | 0      |
| UDC                                            | 2.282  | 2,901  | 0      |
| Alternativa Social                             | 1.587  | 2,017  | 0      |
| Lega Nord Vallée d'Aoste                       | 1.566  | 1,990  | 0      |
| Partit Pensionistes                            | 1.135  | 1,442  | 0      |
| Fiamma Tricolore                               | 430    | 0,546  | 0      |
| Total                                          | 78.657 | 100    | 1      |

Circumscripció exterior
| Coalicions             | Vots                                         | %      | Escons | Partits dins la coalició | Vots    | %      | Escons |
| ---------------------- | -------------------------------------------- | ------ | ------ | --- | ------- | ------ | ------ |
| L'Unione               | 459.454                                      | 47,102 | 7      | L'Unione - Demòcrates d'Esquerres - La Margherita - Moviment dels Republicans Europeus - Rifondazione Comunista - Partit dels Comunistes Italians - Verds - Rosa nel Pugno | 422.330 | 43,297 | 6      |
| L'Unione               | 459.454                                      | 47,102 | 7      | Itàlia dels Valors | 27.432  | 2,812  | 1      |
| L'Unione               | 459.454                                      | 47,102 | 7      | Populars-UDEUR | 9.692   | 0,993  | 0      |
| Casa de les Llibertats | 369.952                                      | 37,925 | 4      | Forza Italia | 202.407 | 20,750 | 3      |
| Casa de les Llibertats | 369.952                                      | 37,925 | 4      | Per l'Italia nel Mondo con Tremaglia | 73.289  | 7,513  | 1      |
| Casa de les Llibertats | 369.952                                      | 37,925 | 4      | UDC | 65.794  | 6,745  | 0      |
| Casa de les Llibertats | 369.952                                      | 37,925 | 4      | Lliga Nord | 20.227  | 2,073  | 0      |
| Casa de les Llibertats | 369.952                                      | 37,925 | 4      | Alternativa Social | 7.102   | 0,728  | 0      |
| Casa de les Llibertats | 369.952                                      | 37,925 | 4      | Fiamma Tricolore | 1.133   | 0,116  | 0      |
| Altres Partits         |                                              |        | 1      | Associazioni Italiane in Sud America | 102.780 | 10,537 | 1      |
| Altres Partits         | USEI                                         | 14.283 | 1      | 1,464 | 0       |        |        |
| Altres Partits         | Partito degli Italiani nel Mondo             | 11.274 | 1      | 1,155 | 0       |        |        |
| Altres Partits         | L'Altra Sicilia - per il Sud                 | 10.848 | 1      | 1,112 | 0       |        |        |
| Altres Partits         | Alternativa Indipendente Italiani all'Estero | 3.474  | 1      | 0,356 | 0       |        |        |
| Altres Partits         | Amare l'Italia                               | 3.349  | 1      | 0,343 | 0       |        |        |
| Total                  |                                              |        | 12     | | 975.414 | 100    | 12     |

Font:Arxiu històric del Ministeri d'Interior

## Senat d'Itàlia
| Coalicions             | Vots                                       | %      | Escons | Partits dins la coalició                                                                          | Vots       | %      | escons |
| ---------------------- | ------------------------------------------ | ------ | ------ | ------------------------------------------------------------------------------------------------- | ---------- | ------ | ------ |
| L'Unione               | 16.725.077                                 | 48,958 | 148    | Demòcrates d'Esquerres                                                                            | 5.977.313  | 17,497 | 62     |
| L'Unione               | 16.725.077                                 | 48,958 | 148    | La Margherita                                                                                     | 3.664.622  | 10,727 | 39     |
| L'Unione               | 16.725.077                                 | 48,958 | 148    | Rifondazione Comunista                                                                            | 2.518.624  | 7,372  | 27     |
| L'Unione               | 16.725.077                                 | 48,958 | 148    | Insieme con L'Unione - Partit dels Comunistes Italians - Federació dels Verds - Consumidors Units | 1.423.226  | 4,166  | 11     |
| L'Unione               | 16.725.077                                 | 48,958 | 148    | Itàlia dels Valors                                                                                | 986.046    | 2,886  | 4      |
| L'Unione               | 16.725.077                                 | 48,958 | 148    | Rosa nel Pugno - Socialistesi Democràtics Italians - Radicals Italians                            | 851.875    | 2,493  | 0      |
| L'Unione               | 16.725.077                                 | 48,958 | 148    | Populars-UDEUR                                                                                    | 476.938    | 1,396  | 3      |
| L'Unione               | 16.725.077                                 | 48,958 | 148    | Partit dels Pensionistes                                                                          | 340.279    | 0,996  | 0      |
| L'Unione               | 16.725.077                                 | 48,958 | 148    | I Socialisti                                                                                      | 126.625    | 0,370  | 0      |
| L'Unione               | 16.725.077                                 | 48,958 | 148    | Lliga per l'Autonomia - Aliança Llombarda                                                         | 90.943     | 0,266  | 0      |
| L'Unione               | 16.725.077                                 | 48,958 | 148    | Llista Consumidors                                                                                | 72.139     | 0,211  | 1      |
| L'Unione               | 16.725.077                                 | 48,958 | 148    | L'Ulivo                                                                                           | 59.499     | 0,174  | 1      |
| L'Unione               | 16.725.077                                 | 48,958 | 148    | Partit Socialista Democràtic Italià                                                               | 57.339     | 0,167  | 0      |
| L'Unione               | 16.725.077                                 | 48,958 | 148    | Moviment dels Republicans Europeus                                                                | 51.001     | 0,149  | 0      |
| L'Unione               | 16.725.077                                 | 48,958 | 148    | Lliga Front Vèneto                                                                                | 23.209     | 0,067  | 0      |
| L'Unione               | 16.725.077                                 | 48,958 | 148    | Demòcrates Cristians Units                                                                        | 5.399      | 0,015  | 0      |
| Casa de les Llibertats | 17.153.256                                 | 50,212 | 153    | Forza Italia                                                                                      | 8.201.688  | 24,008 | 78     |
| Casa de les Llibertats | 17.153.256                                 | 50,212 | 153    | Alleanza Nazionale                                                                                | 4.234.693  | 12,396 | 41     |
| Casa de les Llibertats | 17.153.256                                 | 50,212 | 153    | UDC                                                                                               | 2.309.174  | 6,759  | 21     |
| Casa de les Llibertats | 17.153.256                                 | 50,212 | 153    | Lliga Nord-Moviment per l'Autonomia - Lliga Nord - Moviment per l'Autonomia                       | 1.530.366  | 4,479  | 13     |
| Casa de les Llibertats | 17.153.256                                 | 50,212 | 153    | Alternativa Social - Azione Sociale - Front Social Nacional - Forza Nuova                         | 214.617    | 0,628  | 0      |
| Casa de les Llibertats | 17.153.256                                 | 50,212 | 153    | Fiamma Tricolore                                                                                  | 204.473    | 0,598  | 0      |
| Casa de les Llibertats | 17.153.256                                 | 50,212 | 153    | DC-Nou PSI - Democràcia Cristiana per les Autonomies - Nou PSI                                    | 190.724    | 0,558  | 0      |
| Casa de les Llibertats | 17.153.256                                 | 50,212 | 153    | Pensionistes Units                                                                                | 61.824     | 0,180  | 0      |
| Casa de les Llibertats | 17.153.256                                 | 50,212 | 153    | Partit Republicà Italià                                                                           | 45.133     | 0,132  | 0      |
| Casa de les Llibertats | 17.153.256                                 | 50,212 | 153    | Ambienta-Lista - Ecologisti Democratici                                                           | 37,656     | 0.11   | 0      |
| Casa de les Llibertats | 17.153.256                                 | 50,212 | 153    | Nova Sicília                                                                                      | 33.437     | 0,097  | 0      |
| Casa de les Llibertats | 17.153.256                                 | 50,212 | 153    | No Euro                                                                                           | 30.515     | 0,089  | 0      |
| Casa de les Llibertats | 17.153.256                                 | 50,212 | 153    | Pacto per Sicília                                                                                 | 20.833     | 0,060  | 0      |
| Casa de les Llibertats | 17.153.256                                 | 50,212 | 153    | Partit Liberal Italià                                                                             | 15.762     | 0,046  | 0      |
| Casa de les Llibertats | 17.153.256                                 | 50,212 | 153    | Patto Cristiano Esteso                                                                            | 9.730      | 0,028  | 0      |
| Casa de les Llibertats | 17.153.256                                 | 50,212 | 153    | Reformadors Liberals                                                                              | 7.668      | 0,022  | 0      |
| Casa de les Llibertats | 17.153.256                                 | 50,212 | 153    | S.O.S. Italia                                                                                     | 4.963      | 0,014  | 0      |
| Alts Partits           |                                            |        | 0      | Progetto NordEst                                                                                  | 93.159     | 0,272  | 0      |
| Alts Partits           | Aliança Siciliana                          | 36,160 | 0      | 0.10                                                                                              | 0          |        |        |
| Alts Partits           | Partit Comunista Italià Marxista-Leninista | 26.029 | 0      | 0,076                                                                                             | 0          |        |        |
| Alts Partits           | Pensioni e Lavoro                          | 19.765 | 0      | 0,057                                                                                             | 0          |        |        |
| Alts Partits           | Partit Sard d'Acció                        | 16.735 | 0      | 0,048                                                                                             | 0          |        |        |
| Alts Partits           | Terzo Polo                                 | 13.338 | 0      | 0,039                                                                                             |            |        |        |
| Alts Partits           | Forza Roma                                 | 13.320 | 0      | 0,038                                                                                             |            |        |        |
| Alts Partits           | IRS                                        | 10.693 | 0      | 0,031                                                                                             |            |        |        |
| Alts Partits           | Per il SUD                                 | 9.993  | 0      | 0,029                                                                                             |            |        |        |
| Alts Partits           | Sardigna Natzione                          | 8.409  | 0      | 0,024                                                                                             |            |        |        |
| Alts Partits           | Movimento TriVèneto                        | 7.433  | 0      | 0,021                                                                                             |            |        |        |
| Alts Partits           | Moviment Democràtic Sicilià-Noi Siciliani  | 6.589  | 0      | 0,019                                                                                             |            |        |        |
| Alts Partits           | Solidarietà                                | 5.425  | 0      | 0,015                                                                                             |            |        |        |
| Alts Partits           | Partit Dones d'Europa                      | 4.213  | 0      | 0,012                                                                                             |            |        |        |
| Alts Partits           | Movimento Idea Sociale                     | 3.030  | 0      | 0,008                                                                                             |            |        |        |
| Alts Partits           | Lliga Sud                                  | 2.496  | 0      | 0,007                                                                                             |            |        |        |
| Alts Partits           | Dimensione Christiana                      | 2.435  | 0      | 0,007                                                                                             |            |        |        |
| Alts Partits           | Italia Moderata                            | 2.080  | 0      | 0,006                                                                                             |            |        |        |
| Alts Partits           | Unió Federalista Meridional                | 1.969  | 0      | 0,005                                                                                             |            |        |        |
| Total                  |                                            |        | 301    |                                                                                                   | 34.161.604 | 100    | 301    |

Col·legi uninominal Trentino-Tirol del Sud
| Partit                 | Vots                      | %      | Escons | Partits dins la coalició | Vots    | %      | Escons |
| ---------------------- | ------------------------- | ------ | ------ | ------------------------ | ------- | ------ | ------ |
| L'Unione               | 359.688                   | 62,690 | 5      | L'Unione-SVP             | 198.153 | 34,538 | 3      |
| L'Unione               | 359.688                   | 62,690 | 5      | Südtiroler Volkspartei   | 117.500 | 20,479 | 2      |
| L'Unione               | 359.688                   | 62,690 | 5      | L'Unione                 | 27.629  | 4,814  | 0      |
| L'Unione               | 359.688                   | 62,690 | 5      | Partit dels Pensionistes | 16.406  | 2,859  | 0      |
| Casa de les Llibertats | 189.955                   | 33,108 | 2      | Casa de les Llibertats   | 175.137 | 30,526 | 2      |
| Casa de les Llibertats | 189.955                   | 33,108 | 2      | Fiamma Tricolore         | 14.818  | 2,582  | 0      |
| Altres Partits         |                           |        | 0      | Die Freiheitlichen       | 16.746  | 2,918  | 0      |
| Altres Partits         | Unióe Popular Autonomista | 7.327  | 0      | 1,277                    | 0       |        |        |
| Totale                 |                           |        | 7      |                          | 573.716 | 100    | 7      |

Col·legi uninominal Vall d'Aosta
| Partits                                        | Vots   | %      | Escons |
| ---------------------------------------------- | ------ | ------ | ------ |
| Autonomie Liberté Democratie                   | 32.553 | 44,160 | 1      |
| Vallée d'Aoste - Autonomie Progrès Fédéralisme | 23.573 | 31,978 | 0      |
| FI-AN                                          | 11.505 | 15,607 | 0      |
| UDC                                            | 2.274  | 3,084  | 0      |
| Lega Nord Vallée d'Aoste                       | 1.573  | 2,133  | 0      |
| Partit dels Pensionistes                       | 1.046  | 1,418  | 0      |
| Alternativa Sociale                            | 775    | 1,051  | 0      |
| Fiamma Tricolore                               | 416    | 0,564  | 0      |
| Total                                          | 73.715 | 100    | 1      |

Circunmcripció Exterior
| Partit                 | Vots                                          | %      | Escons | Partits dins la coalició | Vots    | %      | Escons |
| ---------------------- | --------------------------------------------- | ------ | ------ | --- | ------- | ------ | ------ |
| L'Unione               | 426.544                                       | 48,473 | 4      | L'Unione - Demòcrates d'Esquerres - La Margherita - Moviment dels Republicans Europeus - Rifondazione Comunista - Partit dels Comunistes Italians - Verdi - Rosa nel Pugno | 387.145 | 43,997 | 4      |
| L'Unione               | 426.544                                       | 48,473 | 4      | Itàlia dels Valors | 26.134  | 2,969  | 0      |
| L'Unione               | 426.544                                       | 48,473 | 4      | Populars-UDEUR | 13.265  | 1,507  | 0      |
| Casa de les Llibertats | 369.952                                       | 37,925 | 1      | Forza Italia | 185.438 | 21,074 | 1      |
| Casa de les Llibertats | 369.952                                       | 37,925 | 1      | Per l'Italia nel Mondo con Tremaglia | 63.474  | 7,213  | 0      |
| Casa de les Llibertats | 369.952                                       | 37,925 | 1      | UDC | 57.200  | 6,500  | 0      |
| Casa de les Llibertats | 369.952                                       | 37,925 | 1      | Lliga Nord | 18.455  | 2,097  | 0      |
| Casa de les Llibertats | 369.952                                       | 37,925 | 1      | Fiamma Tricolore | 8.433   | 0,958  | 0      |
| Altres Partits         |                                               |        | 1      | Associacions Italianes a Sud-amèrica | 84.507  | 9,603  | 1      |
| Altres Partits         | USEI                                          | 12.271 | 1      | 1,394 | 0       |        |        |
| Altres Partits         | Partit dels Italians al Món                   | 10.791 | 1      | 1,226 | 0       |        |        |
| Altres Partits         | L'Altra Sicília - pel Sud                     | 9.512  | 1      | 1,080 | 0       |        |        |
| Altres Partits         | Alternativa Independent Italians a l'Exterior | 3.308  | 1      | 0,375 | 0       |        |        |
| Total                  |                                               |        | 6      | | 879.933 | 100    | 6      |